# Pere Rabassa
Pere Rabassa (spanisch: Pedro Rabassa, * 21. September 1683 in Barcelona; † 1767 in Sevilla) war ein katalanischer Kapellmeister, Musikwissenschaftler und Komponist des Barock.

## Leben und Werk
Seine musikalische Ausbildung durchlief Pere Rabassa in der Choralschola der Kathedrale von Barcelona bei Joan Barter und Francesc Valls. Er wirkte als Sänger, Harfenist und Assistent von Francesc Valls in der Kapelle dieser Kathedrale.
1713 wurde er zum Kapellmeister der Kathedrale von Vic ernannt. Im darauf folgenden Jahr wechselte er in dieselbe Position an die Kathedrale von Valencia. Hier blieb er bis 1728 und wechselte dann bis zu seinem Lebensende als Kapellmeister an die Kathedrale von Sevilla.
Rabassa gehörte zu derjenigen Generation von Komponisten, die die italienische Barockmusik direkt in der Kapelle von Karl VI., Erzherzog von Österreich, in Barcelona kennen lernten. Er war somit offen für neue musikalische Modelle des Spätbarock. Als innovativer Komponist bezog er Elemente der italienischen Musik wie Rezitativ und Arie in die spanische Polyphonie mit ein.
Von Pere Rabassa sind mehr als einhundert Kompositionsstücke in verschiedenen Archiven in València, Sevilla, Tarragona und in Valladolid, aber auch in Lissabon, Guatemala und Mexiko erhalten. Seine Kompositionen waren so erfolgreich, dass Kopien für zahlreiche Kirchen in Südamerika angefertigt wurden. Mehr als die Hälfte dieser Kompositionen betreffen geistliche Musik. Seine Kompositionen umfassen Messen, Motetten, Psalmen und Villancicos mit vier bis zwölf Stimmen. Rabassa schrieb den für die spanische Barockmusik bedeutenden Kontrapunkt- und Kompositionstraktat „Guia para los principiantes ...“ .

## Veröffentlichungen von Pere Rabassa
- Guia para los principiantes que dessean perfeycionarse en la compossicion de la musica, Valencia 1724, 1738